# 陳・高彗星
陳・高彗星（チェン・ガオすいせい）とは、非周期彗星の1つである。2008年に中国人天文学者の陳韜（陈韬）と高興（高兴）によって発見された。彗星の命名規則による名称はC/2008 C1。中国名は陳-高彗星。
2012年現在、軌道の値がある程度定まっている天体の中では、最も大きな軌道長半径と遠日点距離、1に近い離心率を持つ彗星かつ太陽系の天体である。測定された値は、遠日点距離4.9光年、公転周期は6200万年という壮大なものである。ただし、この値を信用する限りでは、その距離は最も近い恒星であるプロキシマ・ケンタウリの4.24光年を超える。彗星の源とされるオールトの雲は、太陽の重力が他の恒星や銀河系の重力と同等になる1.6光年までと推定されているため、実際には離心率が1を超えた双曲線軌道を持つ非周期彗星の可能性が高い。また、仮に近日点距離と離心率で求まる巨大な楕円軌道が正しいとしても、太陽の摂動や他の重力元による影響によって途中で軌道が変わる可能性が高い。